# Église Saint-Médard de Longueau
L'église Saint-Médard de Longueau est située à Longueau, dans le département de la Somme, dans la communauté d'agglomération Amiens Métropole.
Elle est affectée à la paroisse catholique Saint-Domice du diocèse d'Amiens.

## Historique
L'église actuelle, construite en 1962 pour l'association syndicale de Reconstruction Longueau-Glisy, remplace un édifice précédent détruit dans les bombardements de la Seconde Guerre mondiale. Elle ouvre au public en octobre 1963. Elle est l'œuvre de l'architecte Marcel Gogois.
En 2022, la commune entreprend des travaux de nettoyage et rénovation partielle de l'édifice, notamment la nef et la toiture

### Les anciennes églises
La commune a connu au moins trois précédentes églises :
- la première connue fut reconstruite en 1810 et détruite en 1839, elle était située au niveau de l'actuelle rue Paul Baroux ;
- la deuxième, construite en 1849 par l’architecte Louis Henry Antoine[2] et bombardée par les allemands en 1940 se situait rue du Chevalier de la Barre[3] ;
- la troisième, construite entre 1946 et 1947, est inaugurée le 15 mai 1947, elle était surnommée « église en bois ». Cette église temporaire fermera à l'ouverture de l'église rue Gallieni en 1963. Le bâtiment existe toujours et laisse place à des logements, situés au coin des rues Victor Camélinat et Albert Gaillard.

## Caractéristiques
Le monument est construit en béton et moellon de pierre artificielle selon un plan original. L'église présente un emboîtement de volumes tantôt anguleux, tantôt arrondis. La façade se compose de deux tours basses et arrondies dont l'une abrite la chapelle des fonts baptismaux. L'édifice est surmonté d'une flèche de béton vitré. Un clocher-mur jouxte le flanc nord de l'église. La nef est plafonnée par des poteaux de béton qui reposent sur des piliers également en béton. Elle se rétrécit du portail vers le chœur,.
A l’intérieur, se trouve une remarquable chapelle des fonts baptismaux (dans la tour à gauche de l'entrée), ainsi qu'un original chemin de croix réalisé par Bernadette Sulmont, épouse Lhote en terre cuite émaillée.

## Photos

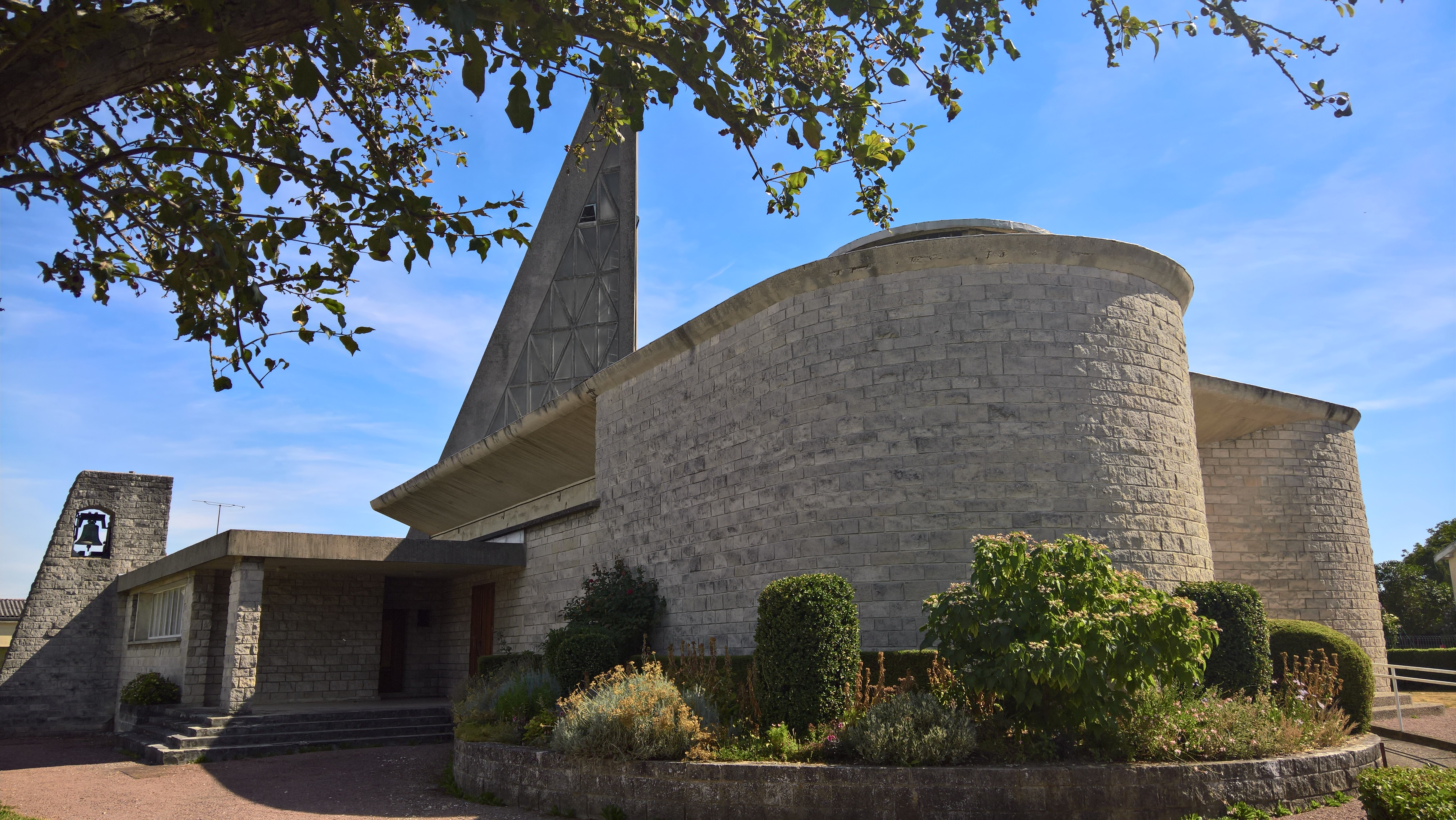
Façade latérale et clocher
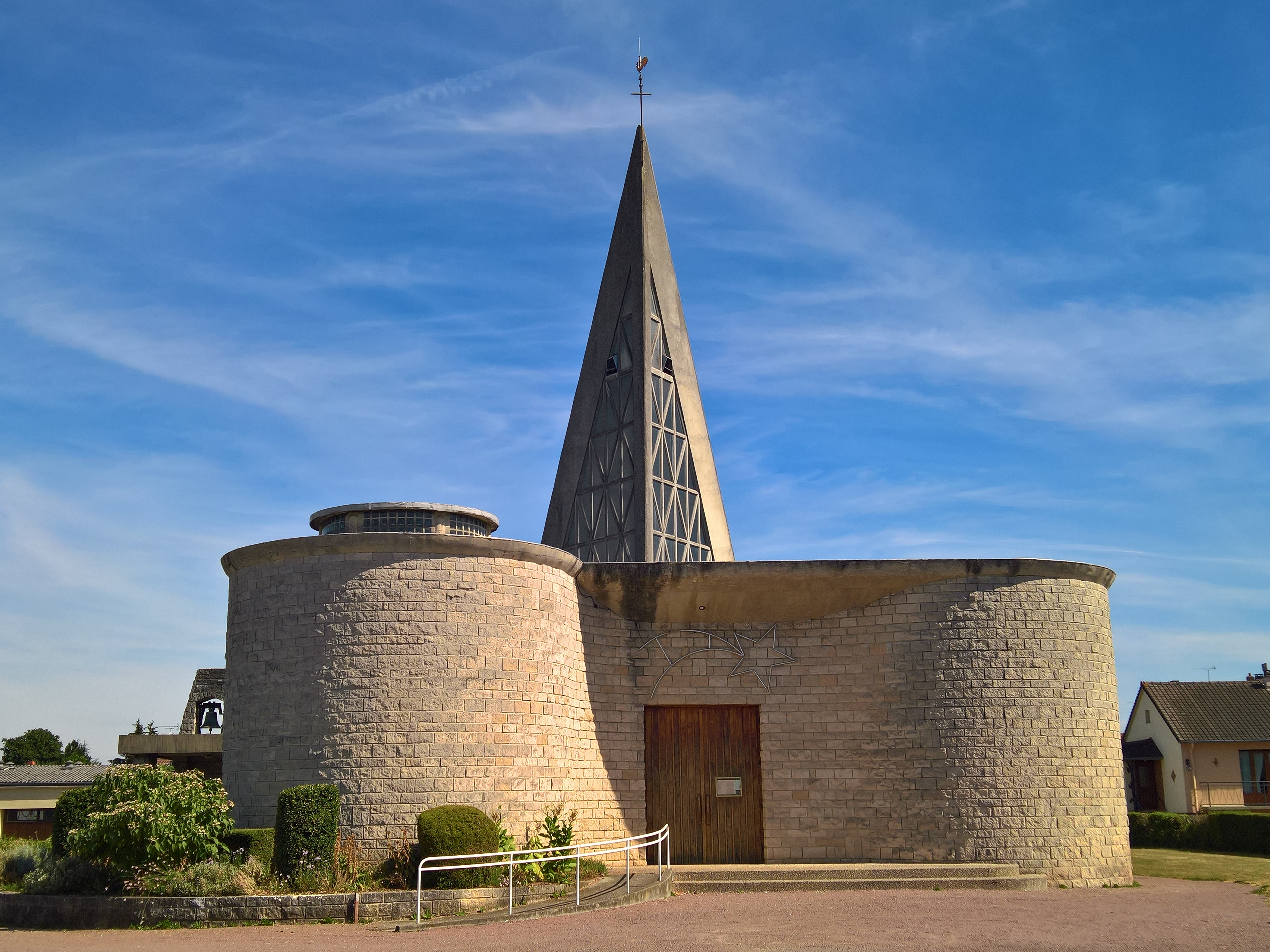
Façade
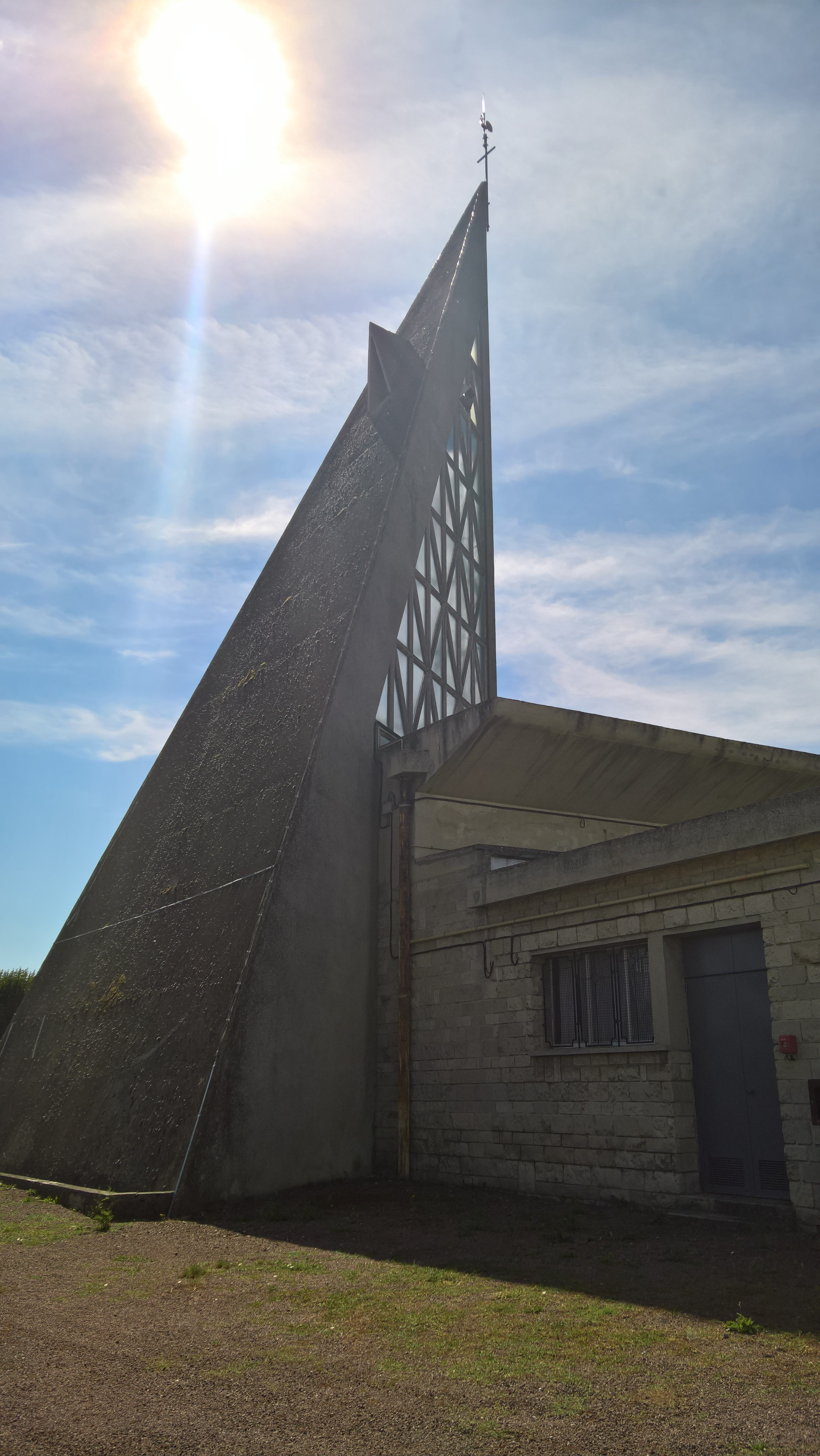
La flèche
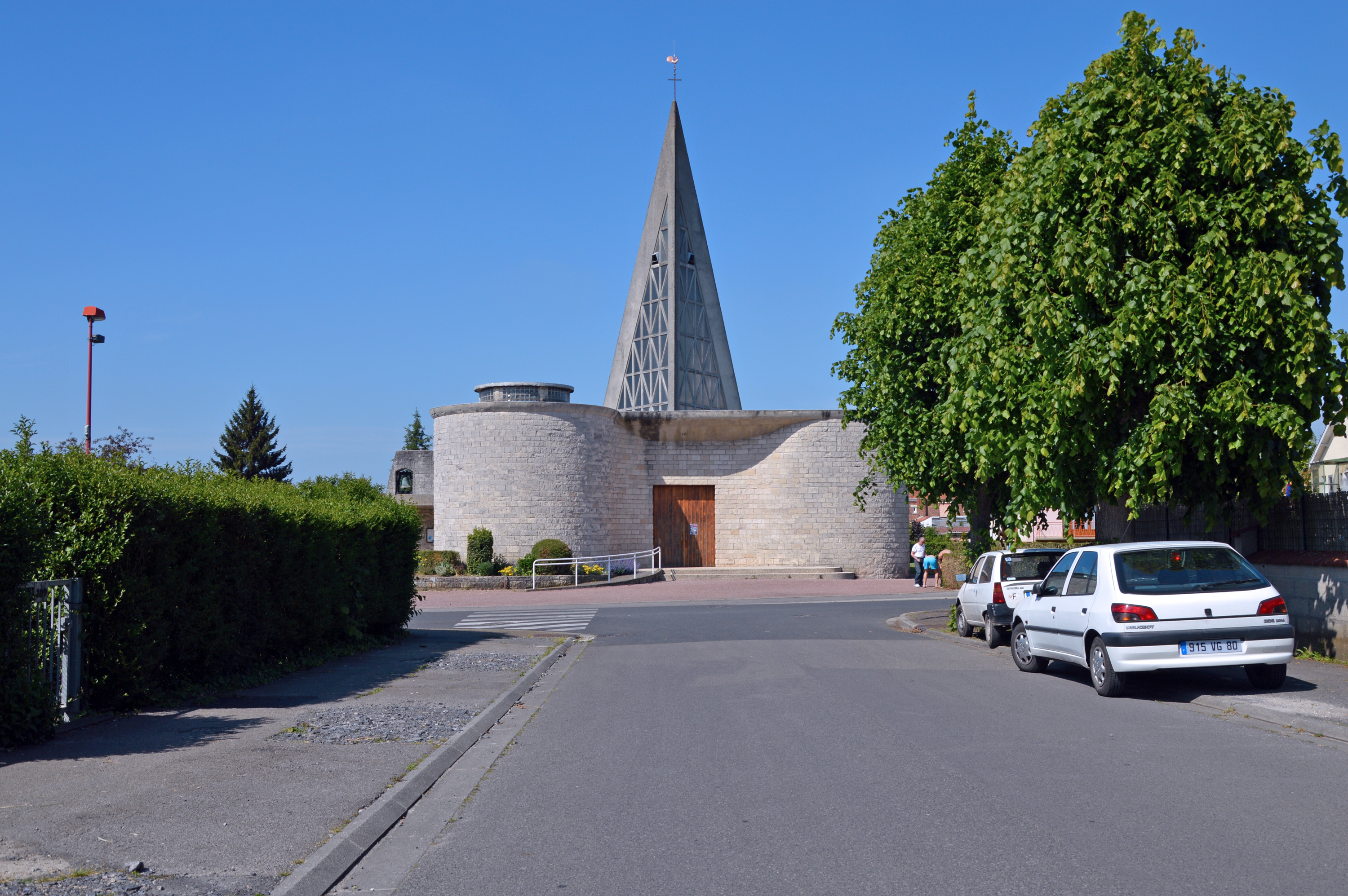
Depuis la rue du Général De Gaulle.
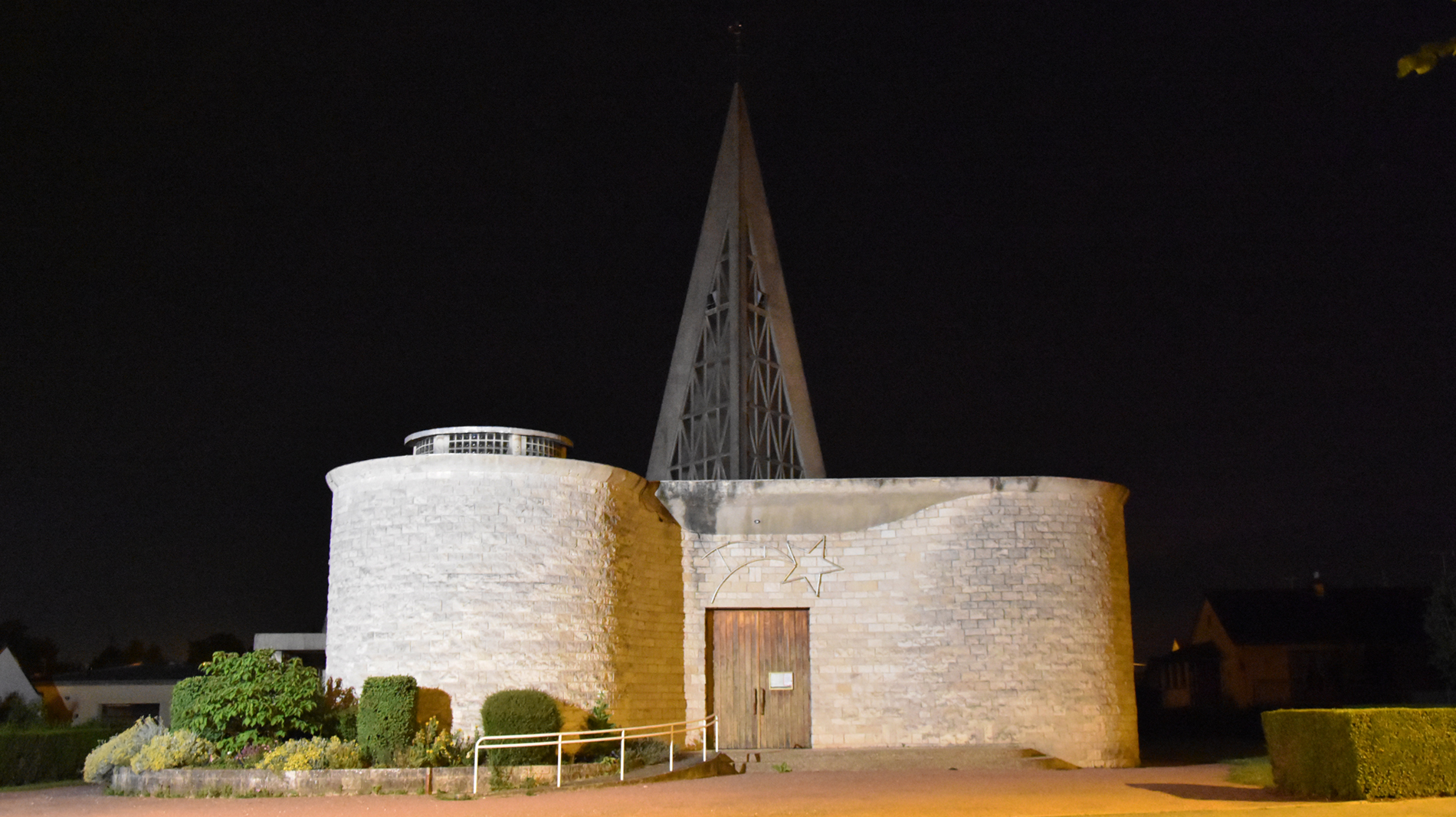
Église paroissiale Saint-Médard de nuit.